# Елизабет Алан
Елизабет Алан (енгл. Elizabeth Allan) је била енглеска глумица, рођена 9. априла 1908. године у Скегнесу, а преминула 27. јула 1990. године у Хоуву.